# Nati nel 1901/Marzo
| Questa pagina contiene informazioni ricavate automaticamente dalle voci biografiche con l'ausilio del template Bio e di un bot. L'aggiornamento è periodico e automatico e ricostruisce completamente la pagina. Se manca una persona in questa lista, sei pregato di non aggiungerla, ma accertati piuttosto che la sua voce biografica contenga il template Bio e che i dati anagrafici siano correttamente compilati. Se il template Bio manca, inseriscilo tu stesso o, in alternativa, metti l'avviso {{tmp\|Bio}} che ne segnala la mancanza. Se i dati riportati sono sbagliati, correggi direttamente la voce biografica; le modifiche saranno visibili in questa lista entro pochi giorni. Per chiarimenti vedi il progetto biografie. La lista contiene solo le 115 persone che sono citate nell'enciclopedia e per le quali è stato implementato correttamente il template Bio. Pagina aggiornata al 10 ago 2025. |

- 1º marzo - Guido Frette, architetto italiano († 1984)
- 1º marzo - Wilhelm Schmalz, generale tedesco († 1983)
- 2 marzo - Marino Benvenuti, psichiatra italiano († 1986)
- 2 marzo - Renato Bottacini, dirigente sportivo, allenatore di calcio e calciatore italiano († 1979)
- 2 marzo - Grete Hermann, matematica e filosofa tedesca († 1984)
- 2 marzo - Rudolf Jeny, allenatore di calcio e calciatore ungherese († 1975)
- 2 marzo - Romildo Mercatelli, calciatore italiano († 1985)
- 2 marzo - Nevzad Hanim, ottomana († 1992)
- 3 marzo - Alberto Bertolini, commediografo, giornalista e scrittore italiano († 1963)
- 3 marzo - Claude Choules, militare e supercentenario inglese († 2011)
- 3 marzo - Corentin Louis Kervran, pseudoscienziato francese († 1983)
- 3 marzo - Ebbe Schwartz, dirigente sportivo danese († 1964)
- 3 marzo - Giovanni Soglian, linguista italiano († 1943)
- 3 marzo - Walter Spence, nuotatore guyanese († 1958)
- 3 marzo - Roger Turner, pattinatore artistico su ghiaccio statunitense († 1993)
- 3 marzo - Gwen Wakeling, costumista statunitense († 1982)
- 4 marzo - Hans Klüver, compositore di scacchi tedesco († 1989)
- 4 marzo - Norah Borges, illustratrice, pittrice e critica d'arte argentina († 1998)
- 5 marzo - Giuseppe Aliberti, calciatore e allenatore di calcio italiano († 1956)
- 5 marzo - Yocheved Bat-Miriam, poetessa israeliana († 1980)
- 5 marzo - Federico di Schwarzburg, nobile tedesco († 1971)
- 5 marzo - Julian Przyboś, poeta polacco († 1970)
- 6 marzo - Naum Achiezer, matematico sovietico († 1980)
- 6 marzo - Mark Semënovič Donskoj, regista sovietico († 1981)
- 7 marzo - Guy Banister, investigatore statunitense († 1964)
- 7 marzo - Maryse Hilsz, aviatrice francese († 1946)
- 7 marzo - Elisabetta di Lussemburgo, principessa lussemburghese († 1950)
- 8 marzo - Carlo Cevenini, allenatore di calcio e calciatore italiano († 1965)
- 8 marzo - Marguerite Jamois, attrice teatrale francese († 1964)
- 9 marzo - Modesto Denis, calciatore paraguaiano († 1956)
- 9 marzo - Joachim Hämmerling, biologo danese († 1980)
- 10 marzo - József Holzbauer, calciatore ungherese († 1978)
- 10 marzo - Jules Lavigne, calciatore belga († 1957)
- 10 marzo - Michel Seuphor, critico d'arte, storico dell'arte e pittore belga († 1999)
- 11 marzo - Aleramo Incisa Beccaria, militare italiano († 1936)
- 11 marzo - Al LeConey, velocista statunitense († 1959)
- 11 marzo - Vittorio Santoli, germanista, filologo e critico letterario italiano († 1971)
- 12 marzo - Giovanni Brezzi, calciatore e allenatore di calcio italiano († 1960)
- 12 marzo - Galileo Cattabriga, pittore italiano († 1969)
- 12 marzo - John Osborne, XI duca di Leeds, nobile e politico inglese († 1963)
- 13 marzo - Uberto Bonino, banchiere e politico italiano († 1988)
- 13 marzo - Paul Fix, attore statunitense († 1983)
- 13 marzo - Otto Heidkämper, generale tedesco († 1969)
- 13 marzo - Ramón Polo, calciatore spagnolo († 1966)
- 14 marzo - Sid Atkinson, ostacolista, velocista e lunghista sudafricano († 1977)
- 14 marzo - Francisco Gamborena, allenatore di calcio e calciatore spagnolo († 1982)
- 14 marzo - Aldino Rossetti, calciatore italiano
- 15 marzo - Franciszek Misztal, ingegnere polacco († 1980)
- 15 marzo - Al Polizzi, mafioso italiano († 1975)
- 16 marzo - Antonio Amato, imprenditore italiano († 1979)
- 16 marzo - Alexis Chantraine, calciatore e allenatore di calcio belga († 1987)
- 16 marzo - Jean Mouroux, teologo francese († 1973)
- 16 marzo - Chaya Mushka Schneerson, personalità religiosa bielorussa († 1988)
- 17 marzo - Severino Di Giovanni, tipografo e anarchico italiano († 1931)
- 17 marzo - Georg Ertl, allenatore di calcio e calciatore tedesco († 1968)
- 17 marzo - Rudolf Wetzer, calciatore e allenatore di calcio rumeno († 1993)
- 17 marzo - Ludolf von Alvensleben, militare tedesco († 1970)
- 18 marzo - Tatjana Gsovsky, coreografa russa († 1993)
- 18 marzo - Manly Palmer Hall, scrittore e mistico canadese († 1990)
- 18 marzo - Peter Jilemnický, scrittore, giornalista e politico ceco († 1949)
- 18 marzo - Franz Köhler, allenatore di calcio e calciatore austriaco († 1982)
- 18 marzo - Giuseppe Marchiori, critico d'arte italiano († 1982)
- 18 marzo - Giuseppe Santagostino, allenatore di calcio e calciatore italiano († 1955)
- 19 marzo - Attilio Beltramino, missionario e vescovo cattolico italiano († 1965)
- 19 marzo - Gottfried von Bismarck-Schönhausen, politico tedesco († 1949)
- 19 marzo - Dick Eve, tuffatore australiano († 1969)
- 19 marzo - Umberto Forti, matematico e storico della scienza italiano († 1987)
- 19 marzo - Gino Levi Martinoli, dirigente d'azienda italiano († 1996)
- 19 marzo - Jo Mielziner, scenografo statunitense († 1976)
- 19 marzo - Henrik Nádler, calciatore ungherese († 1944)
- 20 marzo - Carlo Alianello, scrittore e sceneggiatore italiano († 1981)
- 20 marzo - Piero Ballerini, regista e sceneggiatore italiano († 1955)
- 20 marzo - Pietro Barbieri, calciatore italiano († 1954)
- 20 marzo - Gaston Palewski, politico francese († 1984)
- 20 marzo - Ebe Poli, pittrice italiana († 1993)
- 20 marzo - Bruno Rizzi, politico italiano († 1977)
- 20 marzo - Antonio d'Asburgo-Lorena, nobile († 1987)
- 21 marzo - Carmelita Geraghty, attrice e pittrice statunitense († 1966)
- 21 marzo - Giorgio Sisini, editore e ingegnere italiano († 1972)
- 22 marzo - Enrico Migliavacca, allenatore di calcio e calciatore italiano († 1979)
- 23 marzo - Paolo V Esterházy, nobile († 1989)
- 23 marzo - Romano Mattinzoli, calciatore italiano († 1958)
- 23 marzo - Aldo Pedrazzi, calciatore italiano († 1972)
- 23 marzo - Carlo Reggiani, calciatore italiano
- 23 marzo - Kārlis Šmits, calciatore lettone († 1976)
- 24 marzo - Karl Fischer, chimico tedesco († 1958)
- 24 marzo - Olav Gundersen, calciatore norvegese († 1956)
- 24 marzo - Nicola Ivanoff, storico dell'arte russo († 1977)
- 24 marzo - Ub Iwerks, animatore, fumettista e effettista statunitense († 1971)
- 24 marzo - Roberto Lemmi, pittore, illustratore e fumettista italiano († 1971)
- 24 marzo - Kim Peacock, attore britannico († 1966)
- 25 marzo - Ed Begley, attore statunitense († 1970)
- 25 marzo - Raymond Firth, etnologo neozelandese († 2002)
- 25 marzo - Antonín Klicpera, calciatore cecoslovacco († 1951)
- 26 marzo - Carlo Campolmi, partigiano italiano († 1975)
- 26 marzo - Luigi Contu, politico, giurista e sindacalista italiano († 1969)
- 26 marzo - Miriam Teresa Demjanovich, religiosa statunitense († 1927)
- 26 marzo - Maurice Dorléac, attore francese († 1979)
- 26 marzo - Enrico Piceni, critico d'arte, critico teatrale e traduttore italiano († 1986)
- 27 marzo - Carl Barks, fumettista e pittore statunitense († 2000)
- 27 marzo - Charles Lang, direttore della fotografia statunitense († 1998)
- 27 marzo - Erich Ollenhauer, politico tedesco († 1963)
- 27 marzo - Gunnar Olsson, calciatore svedese († 1960)
- 27 marzo - Enrique Santos Discépolo, musicista, compositore e regista argentino († 1951)
- 27 marzo - Eisaku Satō, politico giapponese († 1975)
- 27 marzo - Zinaida L'vovna Volkova, rivoluzionaria sovietica († 1933)
- 28 marzo - Fritz Hagmann, lottatore svizzero († 1974)
- 28 marzo - Marta di Svezia, principessa svedese († 1954)
- 29 marzo - Felice Lovera, politico italiano († 1957)
- 30 marzo - Ali Razmara, generale e politico iraniano († 1951)
- 30 marzo - Georges Chamarat, attore francese († 1982)
- 30 marzo - Aleksej Fëdorov, partigiano sovietico († 1989)
- 31 marzo - David Addis, calciatore nordirlandese († 1963)
- 31 marzo - Antonio Ferrua, presbitero, archeologo e epigrafista italiano († 2003)
- 31 marzo - Buster West, attore statunitense († 1966)